# 湯氏霞蝶魚
湯氏霞蝶魚（Hemitaurichthys thompsoni），為輻鰭魚綱鱸形目蝴蝶魚科的其中一種。

## 分布
本魚分布於太平洋區，包括馬里亞納群島、關島、夏威夷群島、日本、強斯頓環礁、吉里巴斯、威克島、薩摩亞群島等海域。

## 深度
水深4至300公尺。

## 特徵
本魚吻略尖突，體型甚高，略呈正方形，體全身為灰銀色，側線明顯。背鰭硬棘12枚、軟條25-~27枚；臀鰭硬棘3枚、軟條20至21枚。體長可達18公分。

## 生態
本魚成群出現在上面陡峭的外礁斜坡，較為罕見。

## 經濟利用
可做為觀賞魚。